# Чумак, Владимир Гавриилович
Влади́мир Гаврии́лович Чума́к (17 октября 1935, Владивосток, Дальневосточный край — 26 февраля 1998, Москва) — советский кинооператор и режиссёр, преподаватель. Заслуженный деятель искусств Российской Федерации (1995). Лауреат Государственной премии СССР (1976).

## Биография
Родился 17 октября 1935 года во Владивостоке. Рано потерял отца, перенёсшего несколько ранений на фронте. В подростковом возрасте увлёкся фотографией. Чтобы помочь матери, ещё до окончания школы устроился работать на Дальневосточную студию кинохроники. Там он встретил кинодокументалистов П. В. Русанова и Л. Н. Зильберга, оказавших влияние на его дальнейшую судьбу.
 После окончания школы поступил на операторский факультет Всесоюзного государственного института кинематографии, где познакомился с Андреем Москвиным и его творчеством, что определило его последующие шаги в профессии.
 Снялся в небольшой роли в фильме Якова Сегеля «Первый день мира» (1959). В том же году, окончив ВГИК с отличием, был принят на киностудию «Ленфильм», где работал оператором до 1983 года. Начинал ассистентом у А. Москвина («Дама с собачкой»), вторым оператором у Д. Месхиева («Кроткая»), а год спустя А. Москвин помог Чумаку получить первую постановку — картину «Братья Комаровы».
Об операторской манере Чумака в картине «Премия» (1974) писали:

Живописное богатство и разнообразие освещения, тонко уловленные оператором, созданная им настоящая портретная галерея не могут, по-моему, остаться незамеченными.
— В. Егоров, «Операторы советского художественного кино» 1982
С начала 1970-х годов Чумак писал стихи, в 1978 году написал автобиографическую повесть «Дом моего отца», а затем и одноимённый сценарий. 
Член Союза кинематографистов СССР (Москва). С 1985 года преподавал во ВГИКе, был деканом операторского факультета. Читал лекции по мастерству и по технологии изображения. Автор нескольких учебных пособий.
Ушёл из жизни 26 февраля 1998 года в Москве. Урна с прахом захоронена в колумбарии на Троекуровском кладбище.

## Семья
Жена — Майя Зиновьевна Чумак (урождённая Левитина, 1937—2010), редактор «Ленфильма», киносценарист, прозаик.

## Фильмография

### Операторские работы
- 1958 — Маяка с реки Бикин[11] (реж. Юлий Файт) (дипломная работа)
- 1961 — Братья Комаровы (реж. Анатолий Вехотко)
- 1964 — Гамлет (вторые операторы: Владимир Чумак и Александр Чечулин) (реж. Григорий Козинцев)
- 1964 — Пока фронт в обороне (реж. Юлий Файт)
- 1966 — Мальчик и девочка (реж. Юлий Файт)
- 1967 — День солнца и дождя (реж. Виктор Соколов)
- 1969 — Рокировка в длинную сторону (реж. Владимир Григорьев)
- 1970 — Миссия в Кабуле (реж. Леонид Квинихидзе)
- 1972 — Карпухин (реж. Владимир Венгеров)
- 1973 — Здесь наш дом (реж. Виктор Соколов)
- 1974 — Премия (реж. Сергей Микаэлян)[12]
- 1975 — Полковник в отставке (реж. Игорь Шешуков)
- 1976 — Вдовы (реж. Сергей Микаэлян, Михаил Никитин)

### Режиссёрские работы
- 1980 — Ты должен жить

## Признание и награды
- 1976 — Государственная премия СССР за фильм «Премия» (1974)[12].
- 1995 — Заслуженный деятель искусств Российской Федерации — «За заслуги в области искусства»[13].